# Prominentenwiegen
Das Prominentenwiegen (auch Promiwiegen) war ein Spektakel auf dem Münchner Viktualienmarkt.
Von 1974 bis 2010 wogen die Händler des Viktualienmarktes alljährlich, ursprünglich am ersten Donnerstag nach dem Oktoberfest, Münchner Prominente zu Gunsten eines sozialen Zweckes mit Lebensmitteln auf und spendeten einen Geldbetrag. Die Lebensmittel und die Spende kamen Einrichtungen zugute, die vom jeweiligen Prominenten gewünscht wurden.
Die Tradition endete im Jahr 2010, nachdem aufgedeckt worden war, dass seit mehreren Jahren Teile der zugesagten Spenden nicht ausgezahlt worden waren.

## Liste der Aufgewogenen
- 1974 der Kunstmaler Rupert Stöckl
- 1974 der Schriftsteller Georg Lohmeier
- 1975 „Blasius der Spaziergänger“ Siegfried Sommer
- 1976 der Schauspieler Walter Sedlmayr
- 1977 der Nationaltorwart Sepp Maier
- 1978 der Schauspieler Gustl Bayrhammer
- 1979 der Stadtpfarrer von St. Peter Max Zistl
- 1980 der Schauspieler Beppo Brem
- 1981 der Quizmaster Robert Lembke
- 1982 die Fernsehmoderatorin Carolin Reiber
- 1983 der Schauspieler Karl Obermayr
- 1984 der Meisterkoch Eckart Witzigmann
- 1985 der Schauspieler Toni Berger
- 1986 der Kapellmeister Max Greger
- 1987 die Schauspielerin Uschi Glas
- 1988 die Schauspielerin Erni Singerl
- 1989 der Schauspieler Max Grießer
- 1990 die Schauspielerin Veronika Fitz
- 1991 die Sängerin und Tänzerin Margot Werner
- 1992 Taschenverkauf zu Gunsten der Aktion Sonnenschein
- 1993 Ausfall
- 1994 der Kabarettist Ottfried Fischer
- 1995 die Sängerin Nicki
- 1996 der Gewichtheber Manfred Nerlinger
- 1997 der Jodlerkönig Franzl Lang
- 1998 das Volksmusikduo Marianne und Michael
- 1999 die Schauspielerin und Moderatorin Conny Glogger
- 2000 der Liedermacher Fredl Fesl
- 2001 der Schauspieler Wolfgang Fierek
- 2002 der Schauspieler Toni Berger (zum zweiten Mal, da der vorgesehene Prominente kurzfristig abgesprungen war)
- 2003 die Künstlerin Petra Perle
- 2004 die Schauspielerin Jutta Speidel und der Maler Josef Wahl
- 2005 die Schauspielerin Michaela May
- 2006 der Biathlet Fritz Fischer und die Fernsehmoderatorin Uschi Dämmrich von Luttitz
- 2007 die volkstümliche Schlagersängerin Angela Wiedl und der Münchner Maler Wolfgang Prinz (am 20. Oktober[1])
- 2008 die Moderatoren und Kabarettisten Monika Gruber und Andreas Giebel (am 16. Oktober[2])
- 2009 die FC Bayern-Spieler(innen) Paul Breitner, Melanie Behringer, Nina Aigner, Tanja Wörle, Bianca Rech (am 9. Oktober[3])
- 2010 der Autor Markus Grimm und die ehemaligen FC-Bayern-Spieler Paulo Sérgio und Jorginho (am 10. September[4][5])